# Lindsay Rose
Pour les articles homonymes, voir Rose.
Lindsay Rose, né le 8 février 1992 à Rennes, est un footballeur international mauricien qui évolue au poste de défenseur à l’Aris Salonique.

## Biographie

### Formation
Il commence le football en octobre 1998 dans un club de quartier de Rennes, le CPB Blosne. En juin 2000, il rejoint les équipes de jeunes du Stade rennais. Non conservé, il quitte sa ville natale en 2008 et termine sa formation avec le Stade lavallois. 

### Carrière en club

#### Débuts professionnels au Stade lavallois
Il dispute son premier match professionnel à 18 ans, aligné comme titulaire le 9 avril 2010 lors de la réception de La Berrichonne de Châteauroux (0-0). Dans la foulée, il signe son premier contrat professionnel, le 21 mai 2010. Il s'installe dans l'équipe mayennaise la saison suivante, participant à 22 rencontres (dont 18 titularisations), inscrivant son premier but avec les professionnels le 18 mars 2011 au stade des Alpes, à Grenoble (victoire 1-2). En septembre 2011, il prolonge son contrat jusqu'en 2014. Lors de la saison 2010-2011 il fait partie des joueurs lavallois les mieux notés par le magazine France Football. Il continue sa progression à Laval, disputant 29 matchs, tous titulaire, lors de la saison 2011-2012. Après n'avoir manqué que deux rencontres de la phase aller de l'exercice 2012-2013, il quitte les Pays de la Loire pour le Nord. 

#### Départ pour Valenciennes et découverte de la Ligue 1
Durant le mercato hivernal, le 15 janvier 2013, il s'engage avec le Valenciennes FC pour trois ans et demi et découvre la Ligue 1. Il choisit comme agent sportif une des très rares femmes à exercer ce métier en France, Daphnée Bravard, avec une licence de la Fédération,. 
Il débute en Ligue 1 en entrant en jeu à Ajaccio (1-1) dès le 19 janvier 2013. Il fête sa première titularisation la semaine suivante, à domicile, face à Lyon (défaite 0-2). Il s'impose tout de suite dans le club nordiste, connaissant 12 titularisations sur la phase retour, et marque son premier but en Ligue 1, de la tête sur corner, contre son ancienne équipe, le Stade rennais, le 11 mai 2015 (victoire 4-1). 
En octobre 2013, il subit la première grave blessure de sa carrière en se rompant le ligament croisé antérieur du genou. Il revient à la compétition en avril 2014.

#### Nouveau palier à l'Olympique lyonnais
En juillet 2014, il signe un contrat de quatre ans à l'Olympique lyonnais, pour un transfert s'élevant à 1,8M€. Avant la 36e journée de championnat, il reconnait que sa première saison sous le maillot rhodanien, où il n'aura connu que douze titularisations, est mitigée et que celle-ci représentait pour lui, une "saison d'apprentissage". À cette occasion, il découvre tout de même les joutes européennes, disputant le match préliminaire de Ligue Europa contre le Mladá Boleslav. 
Sa saison 2015-2016 est tout aussi difficile, notamment après un accrochage avec Corentin Tolisso, il est écarté du groupe professionnel en octobre 2015 en dépit des problèmes défensifs du club. Sur la phase aller, il n'a alors disputé que 90 minutes de jeu, lors d'un déplacement aux Girondins de Bordeaux (8e journée, défaite 3-1). Au mercato hivernal, il prend alors la direction du FC Lorient, prêté jusqu'au terme de la saison avec option d'achat. Il se fond rapidement dans le collectif lorientais où il forme la charnière centrale au côté de Zargo Touré, palliant le départ de Lamine Koné vers Sunderland. À l'issue de son prêt, il s'engage définitivement avec Lorient en signant un contrat de quatre ans.

#### Legia Varsovie
Le 2 juillet 2021, Rose s'engage pour les trois saisons suivantes avec le Legia Varsovie et dispute son premier match avec une victoire contre le FK Bodø/Glimt pour le compte du 1er tour aller de la Ligue des Champions.

### Parcours en sélection nationales
Sa première expérience internationale est venue avec l'équipe de Maurice des moins de 17 ans en jouant plusieurs matchs pour l'équipe dans diverses compétitions en 2008. Entre 2009 et 2012, Rose représente la France dans les catégories des moins de 18 ans, moins de 19 ans, et des moins de 20 ans. En 2013, il est convoqué pour la première fois en équipe de France espoirs. 
En avril 2016, il fait partie d'une liste de 58 joueurs sélectionnables en équipe de Bretagne, dévoilée par Raymond Domenech qui en est le nouveau sélectionneur. Il est convoqué mais la tournée prévue en Afrique est annulée.
En 2017, il décide d'opter pour l'île Maurice, mais il faudra attendre 2018 pour qu'il honore sa première sélection le 22 mars 2018 contre Macao.

### Engagements syndicaux
Lors de la saison 2018-2019, il est avec Felipe Saad l'un des deux délégués syndicaux de l'UNFP au sein du FC Lorient. Le 9 novembre 2020 il est élu membre du comité directeur de l'UNFP. Il est réélu en décembre 2022.

## Statistiques
| Saison                | Club                  | Championnat           | Championnat | Championnat | Coupe(s) nationale(s) | Coupe(s) nationale(s) | Compétition(s) continentale(s) | Compétition(s) continentale(s) | Compétition(s) continentale(s) | Total | Total |
| Saison                | Club                  | Division              | M.          | B.          | M.                    | B.                    | Comp.                          | M.                             | B.                             | M.    | B.    |
| 2009-2010             | Stade lavallois       | Ligue 2               | 1           | 0           | -                     | -                     | -                              | -                              | -                              | 1     | 0     |
| 2010-2011             | Stade lavallois       | Ligue 2               | 22          | 1           | 1                     | 0                     | -                              | -                              | -                              | 23    | 1     |
| 2011-2012             | Stade lavallois       | Ligue 2               | 29          | 2           | 3                     | 0                     | -                              | -                              | -                              | 32    | 2     |
| 2012-2013             | Stade lavallois       | Ligue 2               | 17          | 0           | 2                     | 0                     | -                              | -                              | -                              | 19    | 0     |
| Sous-total            | Sous-total            | Sous-total            | 69          | 3           | 6                     | 0                     | -                              | -                              | -                              | 75    | 3     |
| 2012-2013             | Valenciennes FC       | Ligue 1               | 15          | 1           | -                     | -                     | -                              | -                              | -                              | 15    | 1     |
| 2013-2014             | Valenciennes FC       | Ligue 1               | 9           | 0           | -                     | -                     | -                              | -                              | -                              | 9     | 0     |
| Sous-total            | Sous-total            | Sous-total            | 24          | 1           | -                     | -                     | -                              | -                              | -                              | 24    | 1     |
| 2014-2015             | Olympique lyonnais    | Ligue 1               | 15          | 0           | 1                     | 0                     | C3                             | 2                              | 0                              | 18    | 0     |
| 2015-2016             | Olympique lyonnais    | Ligue 1               | 1           | 0           | -                     | -                     | C1                             | -                              | -                              | 1     | 0     |
| 2015-2016             | FC Lorient (prêt)     | Ligue 1               | 10          | 0           | 2                     | 0                     | -                              | -                              | -                              | 12    | 0     |
| Sous-total            | Sous-total            | Sous-total            | 26          | 0           | 3                     | 0                     | -                              | 2                              | 0                              | 31    | 0     |
| 2016-2017             | FC Lorient            | Ligue 1               | 3           | 0           | 1                     | 0                     | -                              | -                              | -                              | 4     | 0     |
| 2016-2017             | SC Bastia (prêt)      | Ligue 1               | 9           | 0           | -                     | -                     | -                              | -                              | -                              | 9     | 0     |
| 2017-2018             | FC Lorient            | Ligue 2               | 1           | 0           | 2                     | 0                     | -                              | -                              | -                              | 3     | 0     |
| Sous-total            | Sous-total            | Sous-total            | 13          | 0           | 3                     | 0                     | -                              | -                              | -                              | 16    | 0     |
| Total sur la carrière | Total sur la carrière | Total sur la carrière | 132         | 4           | 12                    | 0                     | -                              | 2                              | 0                              | 146   | 4     |